# Damian Nenow
Damian Nenow (ur. 19 czerwca 1983 we Wrocławiu) – polski filmowiec, reżyser, scenarzysta, montażysta filmowy, twórca krótkometrażowych filmów animowanych, ilustracji i konceptów. Absolwent Państwowej Wyższej Szkoły Filmowej, Telewizyjnej i Teatralnej w Łodzi.

## Filmografia
- „The Aim” (2004)[3]
- „Wielka ucieczka!” (2006)[3]
- „Miasto ruin” (2010)[3]
- „Paths of Hate” (2010)[3] (wyświetlany na ponad 90 międzynarodowych festiwalach; zdobył na nich 25 nagród)[4]
- „Fly for Your Life” (2015)[2]
- „Jeszcze dzień życia” (2018)[6]
- „Miłość, śmierć i roboty”, odc. 12. „Rybia noc” (2019)[7][8]

## Nagrody i nominacje
- 2011 – nominacja: Międzynarodowy Festiwal Filmów Animowanych Animator Złoty Pegaz – film „Paths of Hate”[3]
- 2011 – nominacja: Krakowski Festiwal Filmowy – film „Paths of Hate”[3]
- 2011 – nagroda jury SIGGRAPH 2011 Computer Animation Festival– film „Paths of Hate”[4]
- 2011 – nagroda za najlepszy film animowany oraz nagroda jury na Comic-Con IIFF[4]
- 2018 – European Animation Awards Emile Award (Europejska Nagroda Filmów Animowanych) – 5 nominacji w kategoriach: za najlepszą reżyserię, najlepszy scenariusz, najlepszy projekt tła i kreacja postaci, najlepszą ścieżkę dźwiękową i najlepszy dźwięk („Jeszcze dzień życia”)[9][3]
- 2018 – nominacja: Złoty Pazur – Konkurs Inne Spojrzenie (Złote Lwy) za film animowany („Jeszcze dzień życia”)[3]
- 2018 – 31 edycja: Europejskiej Nagrody Filmowej – w kategorii: Najlepszy film animowany („Jeszcze dzień życia”)[6]